# Sân bay Cửu Hoa Sơn Trì Châu
Sân bay Cửu Hoa Sơn Trì Châu (IATA: JUH, ICAO: ZSJH) là một sân bay phục vụ thành phố Trì Châu thuộc tỉnh An Huy, Trung Quốc. Sân bay nằm ở quận Quý Trì, cách trung tâm thành phố 20 km. Ngoài Trì Châu, sân bay còn phục vụ thành phố Đồng Lăng và núi thiêng Phật giáo Cửu Hoa Sơn, cũng cách sân bay 20 km. Quá trình xây dựng sân bay bắt đầu vào ngày 26 tháng 8 năm 2009. Sân bay mở cửa vào ngày 29 tháng 7 năm 2013, và tổng kinh phí đầu tư, xây dựng là 889 triệu nhân dân tệ.

## Cơ sở vật chất
Sân bay có đường băng dài 2.400 mét và rộng 45 mét, có thể phục vụ bay cho 500.000 hành khách mỗi năm.

## Hãng hàng không và điểm đến
| Hãng hàng không         | Các điểm đến                             |
| ----------------------- | ---------------------------------------- |
| Air Chang'an            | Yết Dương, Tây An                        |
| China Express Airlines  | Trùng Khánh, Ôn Châu                     |
| China Southern Airlines | Quảng Châu                               |
| China United Airlines   | Bắc Kinh–Đại Hưng, Hạ Môn                |
| Juneyao Airlines        | Thành Đô, Lan Châu, Thượng Hải–Hồng Kiều |
| Okay Airways            | Nam Ninh, Thiên Tân                      |
| Shenzhen Airlines       | Thâm Quyến                               |
| Tianjin Airlines        | Quý Dương, Thanh Đảo                     |